# Bitwa pod Siewierzem
Bitwa pod Siewierzem (26 lutego 1289) odbyła się między koalicją kujawsko-mazowiecką Bolesława II, księcia Płocka i Władysława Łokietka a siłami Henryka IV Probusa, księcia wrocławskiego pod Siewierzem w księstwie bytomskim. Bitwa ta jest traktowana jako jeden z etapów walki o Małopolskę w latach 1288–1290

## Data bitwy

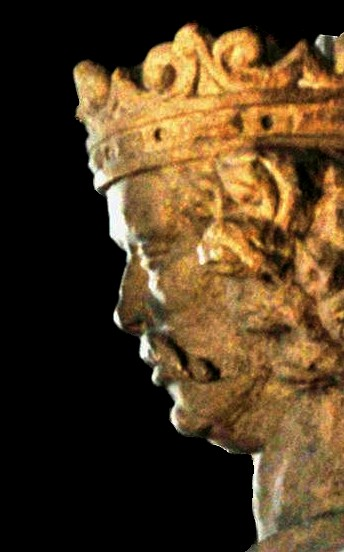
Książę brzeski Władysław Łokietek

Anno domini 1290. Władysław Łokietek ... urażony i zagniewany oto, że księstwa jego brata zostały zajęte przez księcia wrocławskiego Henryka IV z pominięciem jego ... zgromadziwszy wojsko z własnych i zdobytych ziem, kiedy Kazimierz II łęczycki, oraz Bolesław i Konrad książęta mazowieccy przyszli mu osobiście z pomocą, a Przemysł Wielkopolski i Mściwój II Pomorski przysłali mu zbrojne posiłki, zmierza w kierunku Krakowa w celu wypędzenia załogi Henryka IV ... [który] wysyła ze swoimi wojskami księcia Legnicy Henryka i księcia Szprotawy Przemysła dla zabezpieczenia Krakowa i zostawieniu tam niektórych rycerzy ... [Potem, kiedy] wracali [oni] na Śląsk, w czasie postoju koło miasta Siewierza napada na nich książę kujawski Władysław Łokietek z innymi książętami. A ponieważ oni także chwycili za broń dwudziestego szóstego lutego dochodzi do zawziętej walki między braćmi i rycerzami. I po wielkiej obustronnej rzezi zwycięstwo, jakkolwiek krwią drogo okupione, przypadło Łokietkowi i jego towarzyszom. Bardzo wielu spośród rycerzy śląskich padło, albo w czasie ucieczki dostało się do niewoli. Ginie w tej bitwie syn księcia głogowskiego Konrada, książę szprotawski Przemysł, który dopiero co osiągnął wiek młodzieńczy. Odwieziono go na Śląsk i pochowano w klasztorze w Lubiążu, któremu zamierzając iść na wyprawę, w której poległ zapisał dwie wsie: Łososzkowice i Żyrków. Książę opolski Bolesław ranny dostaje się do niewoli.

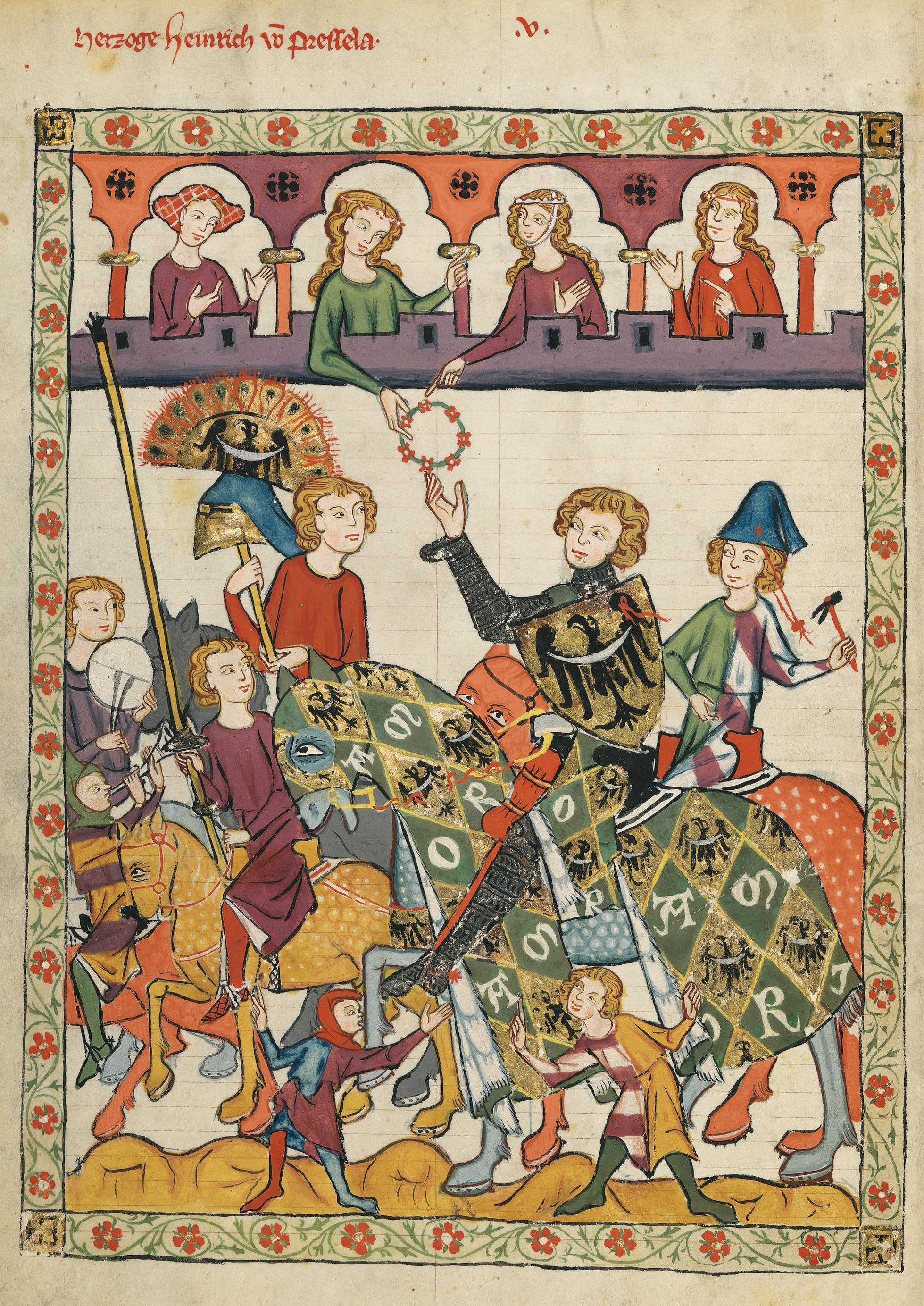
Książę wrocławski i krakowski Henryk IV Probus

Relacja Jana Długosza o okolicznościach, przebiegu, uczestnikach i wyniku bitwy siewierskiej jest niezwykle dokładna z dużą ilością szczegółów. Kanonik krakowski niestety nie ustrzegł się szeregu błędów, a część informacji wobec braku potwierdzenia w zachowanych źródłach musi pozostać mniej lub bardziej prawdopodobnym domysłem. W zasadzie wątpliwości nie budzi wśród historyków data dzienna wydarzenia – 26 lutego potwierdzona przez kilka niezależnych od siebie źródeł, takich jak: Rocznik krzeszowski (gryzowski) większy informujący, że: Anno domini 1289 4 kal. Marcii occiditur dux Priberito, frater ducis Glogovie, Nagrobki książąt śląskich: Anno domini 1289 4 kal. Marcii occubuit illustris princeps dominus dux Premizl Stinaviensis filius Cunradi ducis Glogovie tertius. Datę tę potwierdza również Liber mortuorum monasterii sancti Vincenti, oraz Kronika książąt polskich. Dzień 26 lutego jest też powszechnie przyjmowany przez nowszą, jak i tą dawniejszą historiografię, jako data śmierci, księcia Przemka. Trochę więcej trudności nastręcza rok bitwy, gdyż jak widzimy Długosz zamieszcza wydarzenia siewierskie pod 1290 rokiem. Również w paru innych źródłach nie ma zgodności. Jednak zgodność co do roku 1289 Rocznika Krzeszowskiego większego, Nagrobków książąt polskich, Liber mortuorum monasterii s. Vincenti, Kroniki książąt polskich, Rocznika Traski, Rocznika Sędziwoja oraz Rocznika Kujawskiego czyni tę opcję bardziej prawdopodobną, co zresztą zgadza się z ówczesną sytuacją polityczną.

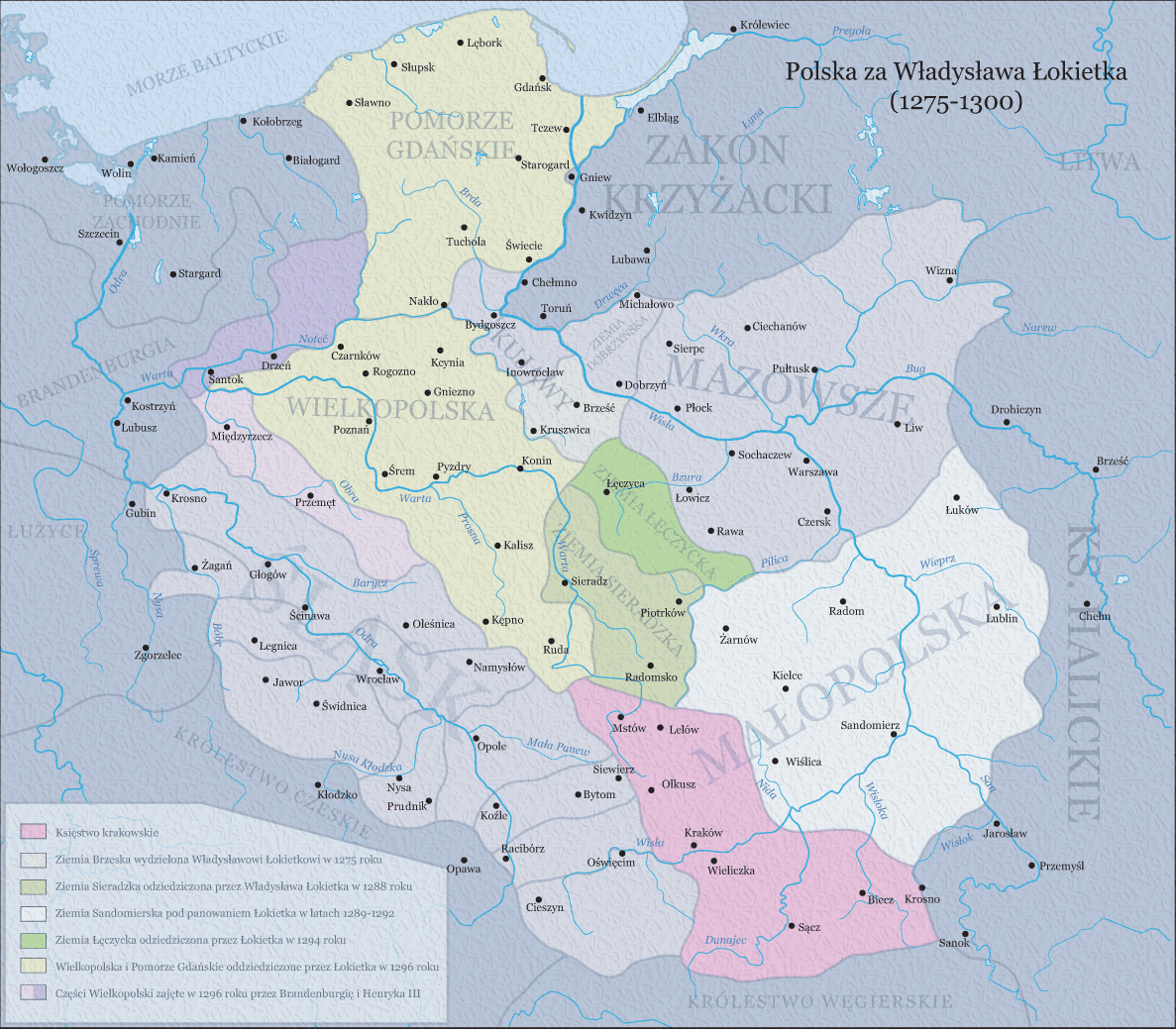
Polska za czasów bitwy siewierskiej

## Uczestnicy bitwy
Skład uczestników bitwy koło Siewierza, i to zarówno po jednej, jak i po drugiej stronie barykady jest zastanawiający. Zarówno źródła, jak i historiografia są zgodne, że po stronie Henryka IV walczyli w bitwie Przemko ścinawski, oraz Bolko I opolski. Nie ma zgodności co do udziału Henryka V, władcy na Legnicy. Wprawdzie część historiografii w sposób bezkrytyczny uznaje zapis Długosza i przyjmuje uczestnictwo syna Bolesława Rogatki w planach Henryka IV, to jednak jeżeli weźmiemy pod uwagę stosunki polityczne panujące w Jaworze i Legnicy a zwłaszcza napięcia panujące na linii Legnica – Głogów to udział Henryka V w bitwie pod Siewierzem wydaje się nieprawdopodobny. Z dużą dozą pewności można za to wziąć pod uwagę udział innego Henryka, syna Konrada I, księcia Głogowa, starszego brata księcia ścinawskiego Przemka. Po stronie śląskiej uczestniczyły też z pewnością oddziały niemieckie najpewniej Fryderyka z Turyngii.
Pomyłką Jana Długosza jest też określenie Władysława Łokietka jako przywódcy koalicji kujawsko-mazowieckiej. Na tym etapie walki głównym kandydatem do tronu w Krakowie był bowiem Bolesław II, książę Płocka. Oprócz książąt brzeskiego i płockiego w bitwie siewierskiej z całą pewnością wziął udział Kazimierz książę Łęczycy. Co do Konrada II takiej pewności już nie ma i nie jest pewne, czy poważnie pokłócony z bratem książę czerski, jeden z kontrkandydatów Bolesława II na tron krakowski po śmierci Leszka Czarnego, wziął aktywny udział w zmaganiach z Henrykiem Prawym. Możliwy jest za to udział, chociaż per milites illi solacia ferentibus, wojsk wielkopolskich Przemysła II i pomorskich Mszczuja II.
Sprostować należy jeszcze jedną błędną informację Długosza, który syna Konrada głogowskiego Przemka tytułuje księciem szprotawskim, podczas gdy sam książę w dokumentach, jak i większości źródeł jest tytułowany księciem ścinawskim.

## Miejsce i przebieg bitwy
Dla wielu historyków miejsce bitwy – leżący bezsprzecznie w księstwie bytomskim Siewierz budzi spore zaskoczenie, gdyż mało tego że miejscowość położona jest daleko od spodziewanego teatru działań wojennych tj. północnych rubieży krakowskiego, to jeszcze na terytorium księcia Bytomia Kazimierza, o którym nie mamy żadnych informacji, iż brał udział w tym konflikcie. Kazimierz bytomski złożył jednak 10 stycznia 1289 hołd lenny księciu czeskiemu Wacławowi II. Tylko potężne zagrożenie ze strony zewnętrznego wroga mogło skłonić Kazimierza do tak desperackiego kroku. Nie było to jednak zagrożenie ze strony koalicji kujawsko-mazowieckiej, skoro Kazimierz, choćby ze sprawą biskupa wrocławskiego Tomasza II znajdował się w gronie wrogów Henryka IV.
Scenariusz 1289 roku przebiegał prawdopodobnie następująco: Bolko książę Opola, Przemek książę Ściniawy i Henryk III książę Głogowa, prowadząc oprócz swoich oddziałów posiłki z księstwa wrocławskiego i Niemiec zostali wysłani przez Probusa przodem do Krakowa, gdzie po zajęciu stolicy, zostawili w zamku i mieście odpowiedniej ilości załogę. Z pozostałą częścią uszczuplonych sił zdecydowali się udać na terytorium księstwa bytomskiego by przygotować drogę wojskom Henryka IV Probusa, zbierającego w tym czasie rycerstwo na Dolnym Śląsku. Kazimierz II uznał wtargnięcie książąt śląskich za bezpośrednie zagrożenie swojego władania, co spowodowało złożenie za zgodą synów i możnych dzielnicy hołdu lennego w Pradze 10 stycznia 1289 roku. W tym momencie kontrkandydat do Krakowa Bolesław II doszedł do wniosku, że warto wykorzystać sytuację i zaatakować niczego nie spodziewających się Ślązaków rozłożonych na postój w okolicach Siewierza. Zaskoczenie i przewaga liczebna koalicji mazowiecko – kujawskiej przyniosła zwycięstwo Bolesławowi II. Nie można jednak zwycięstwa tego zaliczyć do łatwych, skoro jak mówi Długosz doszło do wielkiej, obustronnej rzezi. Nie wiemy ile brało udział rycerstwa po obu stronach. Na podstawie danych pośrednich możemy jednak zaryzykować, że oddziały obu wojsk nie przekraczały po 800 rycerzy.

### Śmierć Przemka i niewola Bolka Opolskiego

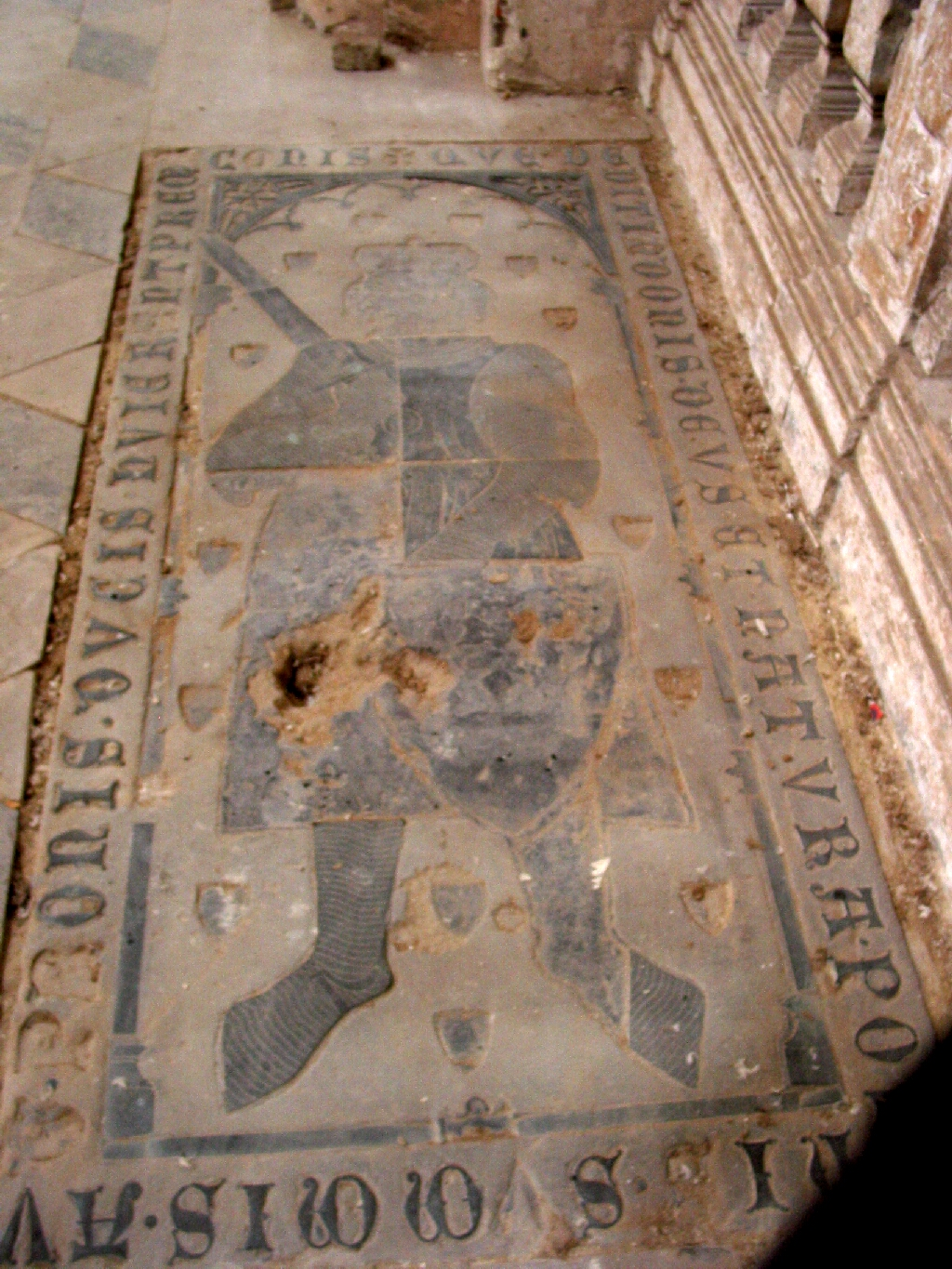
Grobowiec Przemka ścinawskiego

Nie można w sposób jednoznaczny wytłumaczyć relacji Nagrobków książąt śląskich i Kroniki książąt polskich, które informują w niezwykle barwnym opisie o śmierci Przemka, księcia ścinawskiego. Według tych relacji nie była to jednak zwykła śmierć podczas zamieszania bitewnego, lecz księcia już po wzięciu do niewoli miano obedrzeć ze zbroi i dobić. Wątpliwe jest, aby Władysław Łokietek i Bolesław II, czy też ich rycerze mieli zamordować z zimną krwią księcia Przemka. W przypadku jego pojmania zdecydowaliby się raczej na zarobek przy wykupie jeńca pochodzącego z książęcej dynastii, nie narażając się przy tym na zemstę rodową. W polityce Henryka III głogowskiego, względem Łokietka nie widać też specjalnych znaków wrogości cechujących władcę Głogowa choćby na linii stosunków z Henrykiem V Brzuchatym. Klucza do interpretacji zapisu obu źródeł należy więc szukać w powiązaniach linii Piastów głogowskich z klasztorem lubiąskim. Ciekawe, że źródła które oskarżają Łokietka o bestialskie i niegodne zamordowanie młodego Piasta śląskiego informują jednocześnie, że bezpośrednio zrobiły to będące pod jego rozkazami oddziały kaliskie. Jest to o tyle dziwne, że udział Wielkopolan w bitwie jest nader wątpliwy. Dziwne byłoby bowiem, żeby Henryk IV Probus zapisał w testamencie Małopolskę jednemu z autorów swojej klęski pod Siewierzem (tj. w tym wypadku Przemysłowi II) sprzed zaledwie ponad roku. Oba wymienione wyżej źródła mówią też o dostaniu się do niewoli księcia opolskiego Bolka. Po bitwie Władysław Łokietek miał w odwecie za udział księcia opolskiego w koalicji śląskiej spustoszyć jego księstwo. Wolność Bolko odzyskał zaś dopiero po roku.

## Skutki bitwy
Zwycięstwo Bolesława II i Władysława Łokietka pod Siewierzem nie przyniosło koalicji kujawsko-mazowieckiej spodziewanego sukcesu. Wawel został obroniony. Bolesław w nieznanych okolicznościach zrezygnował z ubiegania się o tron krakowski, a Władysław Łokietek wyłącznie swoimi siłami nie był w stanie sprostać potędze Henryka IV Probusa. Prawdziwym wygranym starcia pod Siewierzem okazał się ktoś trzeci, kogo możni krakowscy w dotychczasowych rachubach nie brali poważnie pod uwagę – książę czeski (królem bowiem został dopiero w 1297 roku) Wacław II. To właśnie w tym momencie, zagrożony bezkarnie poruszającym się po terytorium jego księstwa wojskom, książę Bytomia Kazimierz II zdecydował się na hołd lenny, który był początkiem odchodzenia księstw śląskich od "korony królestwa polskiego". Warto tutaj zatrzymać się jeszcze nad jednym aspektem. Starsza historiografia bitwę określała jako triumf oręża polskiego nad zbliżającą się ze wszystkich stron niemczyzną. Świadczyć o tym miało udział w oddziałach śląskich wojsk posiłkowych z Turyngii. Również Henryk IV Probus, czy Henryk III Głogowczyk, jako zgermanizowani Piastowie, mieli być swoistą forpocztą niemieckiego naporu na Polskę. Jest to jednak zbytnie przejaskrawienie sprawy, gdyż ani niemieckość śląskich Piastów nie była w tym czasie oczywista (trudno w XIII wieku mówić w kategoriach narodowościowych, po prostu kultura i język niemiecki był w całej Europie wtedy bardzo popularny, w podobny sposób, jak w epoce nowożytnej francuski, a obecnie angielski), ani drobne w sumie starcie nie mogło decydować o tak ważnych sprawach.